# Yamia
Yamia (griechisch Υάμεια (f. sg.)) ist ein kleines Dorf, in der griechischen Region Peloponnes in dem, 2011, 115 Einwohner gemeldet waren. Es liegt in der Regionaleinheit von Messinia. Als Ortsgemeinschaft Yamia (Κοινότητα Υάμειας) gehört es administrativ zum Gemeindebezirk des nahe gelegenen Koroni der Gemeinde Pylos-Nestor. Es liegt zwischen Finikounda (7 km) und Koroni (10 km).

## Ort
Yamia befindet sich auf einer Höhe von 294 Metern gegenüber dem Berg Zarnaura (518 m). Die 13. Provinzstraße Charakopio–Methoni führt durch Yamia. Es ist 272 km von Athen, 232 km von Patras und 50 km von Kalamata entfernt.

## Administrative Änderungen
Unter der Bezeichnung Tsaizi (Τσαΐζι) wurde die Siedlung 1835 der damaligen Gemeinde Kolonida angegliedert. Zumindest von 1844 bis 1916 wurde das Dorf offiziell als Tsaizi bezeichnet, von 1916 bis heute als Yamia. Das Dorf wurde 1853, auch unter dem Namen Tsaiza, im zweiten Band von Elliniko von Iakovos Rizos Rangavis als Dorf der Gemeinde Kolonides in der Provinz Pylien mit 45 Einwohnern erwähnt, basierend auf der Volkszählung von 1851.
Am 31. August 1912 wechselte es von der Gemeinde Kolonida zur Gemeinde von Kaplani. Am 26. November 1916 wurde es in Yamia umbenannt. Am 3. Oktober 1925 wurde es aus der Gemeinde Kaplani als eigenständige Landgemeinde abgetrennt. Mit der Gebietsreform 1997 erfolgte der Anschluss zur damaligen Gemeinde Koroni. Diese wiederum ging mit der Umsetzung der Verwaltungsreform 2010 als Gemeindebezirk in der neuen Gemeinde Pylos-Nestor auf, wo Yamia seither eine Ortsgemeinschaft bildet.

## Produktions- und Bevölkerungsdaten

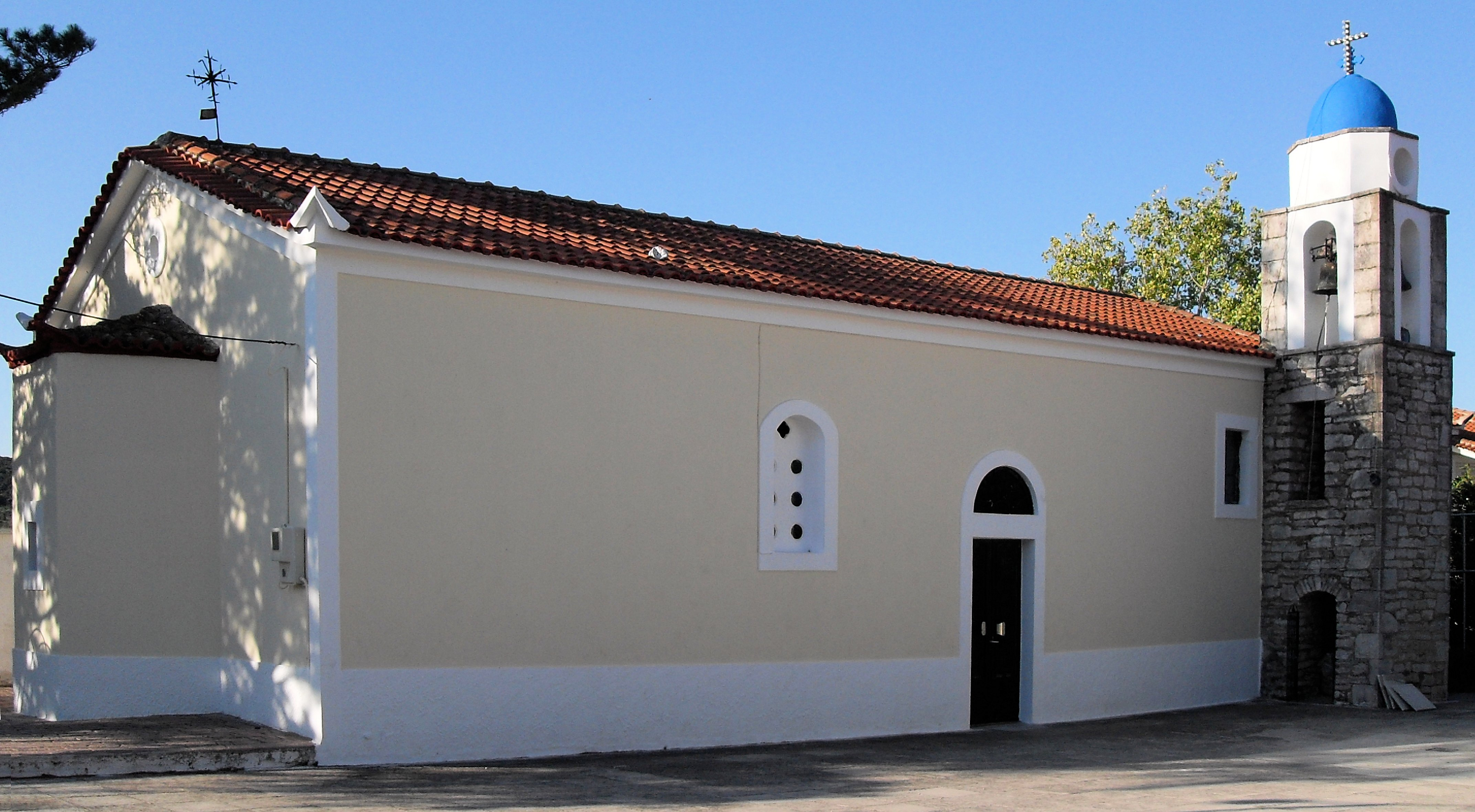
Kirche von Yamia (St. Konstantin und St. Helena)

Die neueste Überlieferung besagt, dass nach 1800 große Familien aus Arkadien allmählich in das Dorf einwanderten, wie die Familien der Mourdoukoutianer („Mourdoukoutas“) und der Sardelaier („Sardelis“), die zuvor als Nomaden lebten. Als Hirten beschäftigt, zogen sie zunächst in das Dorf Desylla in Messinia und wanderten von dort nach und nach in die Gegend von Pylia aus.
Belege der Folklore von Yamia sowie für andere Dörfer in der Gegend von Koroni sind auch in der Arbeit der Schriftstellerin und Folkloristin Georgia Tarsouli enthalten. Die aus Arkoudorema in Arkadien stammende Familie Blanai („Blanas“) ließ sich ebenfalls in Yamia nieder. Arkoudorema liegt 120 km von Yamia entfernt.
Es ist eine ländliche Gegend mit Olivenöl als Hauptprodukt. Die Olive (Koroneiki-Sorte) wird angebaut und Olivenöl wird gehandelt und exportiert. Es gibt auch kleine Vieh- und Geflügelfarmen, ein Cafe-Lebensmittelgeschäft und Mietwohnungen.
Früher hatte es eine größere Bevölkerung und betrieb eine Grundschule, die heute unter anderem als Wahllokal und kleine Folklore-Sammlung dient.

## Kirchen
Die Siedlung hat vier Kirchen. Die Pfarrkirche von Agios Konstantinos und Agia Eleni, die am 21. Mai feiert, die Kirche von Agios Georgios auf dem Friedhof, die Kapelle Mariä Himmelfahrt von Agia Anna in der Nähe von Chamaloni, die am 25. Juli feiert, und die Kirche Mariä Himmelfahrt, in der Nähe des Friedhofs.

## Einwohner
| Jahr      | 1844 | 1851 | 1879 | 1889 | 1896 | 1907 | 1920 | 1928 | 1940 | 1951 | 1961 | 1971 | 1981 | 1991 | 2001 | 2011 |
| --------- | ---- | ---- | ---- | ---- | ---- | ---- | ---- | ---- | ---- | ---- | ---- | ---- | ---- | ---- | ---- | ---- |
| Einwohner | 43   | 45   | 105  | 147  | 173  | 214  | 263  | 294  | 328  | 335  | 316  | 228  | 163  | 136  | 121  | 115  |